# Gran Premio di Monaco 1979
Il Gran Premio di Monaco 1979 è stata la settima prova della stagione 1979 del Campionato mondiale di Formula 1. Si è corsa domenica 27 maggio 1979 sul Circuito di Montecarlo. La gara è stata vinta dal sudafricano Jody Scheckter, su Ferrari; per il vincitore si trattò del nono successo nel mondiale. Ha preceduto sul traguardo lo svizzero Clay Regazzoni su Williams-Ford Cosworth e l'argentino Carlos Reutemann su Lotus-Ford Cosworth.

## Vigilia

### Sviluppi futuri
Il 22 maggio venne annunciato l'annullamento del Gran Premio di Svezia, a seguito della decisione della FISA di non considerarlo più valido quale prova iridata, a causa del ritardo degli organizzatori nel fornire le garanzie economiche previste. Tale decisione aveva, a sua volta, dissuaso i possibili finanziatori della gara svedese. Il numero di gare totali della stagione scendeva a 15. La FISA non accettò l'accordo che era stato trovato tra gli organizzatori e Bernie Ecclestone, e segnalò anche altre anomalie in merito alla tenuta della prova. Il gran premio di Monaco concludeva così il primo ciclo di gare (otto previste ma in effetti disputate solo sette) dalle quali i piloti dovevano scartare i quattro peggiori risultati.
La Scuderia Ferrari confermò, anche per la stagione 1980, la coppia di piloti Jody Scheckter-Gilles Villeneuve. La scuderia italiana negò l'approntamento di un 312 T5, ma confermò l'avanzata creazione di una versione B della 312 T4.
Venne prospettato il rientro in Formula 1, dalla stagione 1980, della Honda. La casa nipponica, che si sarebbe appoggiata a John Surtees come direttore, aveva già corso nel mondiale tra il 1964 e il 1968.

### Aspetti tecnici
La Lotus utilizzò nuovamente, per il solo Mario Andretti, il modello 80, mentre la Renault fornì la RS10 anche a René Arnoux. La Wolf utilizzò la WR7.
La Renault testò un doppio sistema turbocompressore durante le prove.

### Aspetti sportivi
L'Alfa Romeo non partecipò al gran premio così come la Kaushen, che abbandonò definitivamente il mondiale di Formula 1. Il suo pilota, il torinese Gianfranco Brancatelli, sostituì l'infortunato Arturo Merzario (il comasco subì un infortunio alla mano destra all'officina di Carate Brianza e dovette portare il gesso per tre settimane) sulla vettura che porta il suo nome e che aveva appena acquistato il materiale della Kauhsen. Inizialmente il posto era stato offerto a Vittorio Brambilla, ma il monzese non aveva accettato l'invito. Non prese parte all'evento Héctor Rebaque. Visto comunque l'alto numero di piloti iscritti, e considerando che al via ne sarebbero stati ammessi solo 20, vennero effettuate le prequalifiche.
Entrambi i piloti della Ligier non erano in perfette condizioni a causa di un problema al polso destro. Patrick Depailler aveva subito un infortunio nel corso del precedente Gran Premio del Belgio, mentre Jacques Laffite aveva avuto il riacutizzarsi di una tendinite durante dei test sul Circuito Paul Ricard, la settimana precedente la gara monegasca.

## Prequalifiche

### Resoconto
Le prequalifiche si tennero il giovedì mattina e videro impegnati tre piloti; il solo Gianfranco Brancatelli venne eliminato.

### Risultati
Nella sessione di prequalifica si è avuta questa situazione:
| Pos | Nº | Pilota                 | Costruttore            | Tempo   | Status |
| --- | -- | ---------------------- | ---------------------- | ------- | ------ |
| 1   | 9  | Hans-Joachim Stuck     | ATS-Ford Cosworth      | 1'33"19 | PQ     |
| 2   | 30 | Jochen Mass            | Arrows-Ford Cosworth   | 1'34"30 | PQ     |
| NPQ | 24 | Gianfranco Brancatelli | Merzario-Ford Cosworth | 1'38"15 | NPQ    |

## Qualifiche

### Resoconto
La prima giornata di prove vide davanti il duo della Scuderia Ferrari, con Gilles Villeneuve che segnò 1'26"91, davanti a Jody Scheckter, staccato di oltre quattro decimi. Terzo chiuse Niki Lauda, circa un secondo più lento del sudafricano. Il tempo di Villeneuve fu di un secondo e 43 centesimi più basso del tempo ottenuto da Carlos Reutemann l'anno precedente. Scheckter si lamentò per le manovre di Patrick Depailler, che lo ostacolarono nei suoi miglior tentativo. Le vetture gommate dalla Goodyear venne penalizzate da uno sciopero nella fabbrica inglese della casa americana, che non consentì l'arrivo delle coperture da qualifica.
Nelson Piquet accusò della nausea al termine della sessione mentre, durante le prove, Carlos Reutemann semidistrusse la sua vettura sbattendo contro le barriere. Altri incidenti videro protagonisti Alan Jones e Didier Pironi.
L'esperimento della Renault, in merito al doppio turbocompressore, non ebbe successo in quanto la vettura scaricava a terra troppa potenza: sulle vetture, inoltre, si staccarono i perni della ruota posteriore destra.
Al sabato le due vetture di Maranello furono capaci di migliorarsi ancora, pur con Villeneuve che scontò dei problemi tecnici all'iniezione che gli fecero perdere quarantacinque minuti della sessione ufficiale. Jody Scheckter conquistò la pole, la sua terza e ultima nel mondiale di F1, la prima dal Gran Premio di Germania 1977, precedendo il suo compagno di scuderia di 7 centesimi. La seconda fila venne conquistata da Patrick Depailler, staccato di quasi 7 decimi dal poleman, e Niki Lauda.

### Risultati
Nella sessione di qualifica si è avuta questa situazione:
| Pos                     | Nº | Pilota                | Costruttore              | Tempo   | Griglia |
| ----------------------- | -- | --------------------- | ------------------------ | ------- | ------- |
| 1                       | 11 | Jody Scheckter        | Ferrari                  | 1'26"45 | 1       |
| 2                       | 12 | Gilles Villeneuve     | Ferrari                  | 1'26"52 | 2       |
| 3                       | 25 | Patrick Depailler     | Ligier-Ford Cosworth     | 1'27"11 | 3       |
| 4                       | 5  | Niki Lauda            | Brabham-Alfa Romeo       | 1'27"21 | 4       |
| 5                       | 26 | Jacques Laffite       | Ligier-Ford Cosworth     | 1'27"26 | 5       |
| 6                       | 4  | Jean-Pierre Jarier    | Tyrrell-Ford Cosworth    | 1'27"42 | 6       |
| 7                       | 3  | Didier Pironi         | Tyrrell-Ford Cosworth    | 1'27"42 | 7       |
| 8                       | 30 | Jochen Mass           | Arrows-Ford Cosworth     | 1'27"47 | 8       |
| 9                       | 27 | Alan Jones            | Williams-Ford Cosworth   | 1'27"67 | 9       |
| 10                      | 20 | James Hunt            | Wolf-Ford Cosworth       | 1'27"96 | 10      |
| 11                      | 2  | Carlos Reutemann      | Lotus-Ford Cosworth      | 1'27"99 | 11      |
| 12                      | 9  | Hans-Joachim Stuck    | ATS-Ford Cosworth        | 1'28"22 | 12      |
| 13                      | 1  | Mario Andretti        | Lotus-Ford Cosworth      | 1'28"23 | 13      |
| 14                      | 7  | John Watson           | McLaren-Ford Cosworth    | 1'28"23 | 14      |
| 15                      | 29 | Riccardo Patrese      | Arrows-Ford Cosworth     | 1'28"30 | 15      |
| 16                      | 28 | Clay Regazzoni        | Williams-Ford Cosworth   | 1'28"48 | 16      |
| 17                      | 14 | Emerson Fittipaldi    | Fittipaldi-Ford Cosworth | 1'28"49 | 17      |
| 18                      | 6  | Nelson Piquet         | Brabham-Alfa Romeo       | 1'28"52 | 18      |
| 19                      | 16 | René Arnoux           | Renault                  | 1'28"57 | 19      |
| 20                      | 15 | Jean-Pierre Jabouille | Renault                  | 1'28"68 | 20      |
| Vetture non qualificate |    |                       |                          |         |         |
| NQ                      | 18 | Elio De Angelis       | Shadow-Ford Cosworth     | 1'28"70 | NQ      |
| NQ                      | 8  | Patrick Tambay        | McLaren-Ford Cosworth    | 1'29.53 | NQ      |
| NQ                      | 17 | Jan Lammers           | Shadow-Ford Cosworth     | 1'29"99 | NQ      |
| NQ                      | 22 | Derek Daly            | Ensign-Ford Cosworth     | 1'30"18 | NQ      |

## Gara

### Resoconto
Jody Scheckter scattò per primo, seguito da Niki Lauda che infilò Gilles Villeneuve alla Santa Devota; quarto era Depailler, quinto Laffite, sesto Didier Pironi, settimo Alan Jones. Già al terzo giro Villenueve riprese la seconda posizione, passando Lauda nuovamente alla staccata della Santa Devota. Le due Ferrari guadagnarono un buon margine anche sfruttando la lentezza della vettura di Niki Lauda, che bloccava, di fatto, le più veloci Ligier.
La classifica rimase invariata, per le prime posizioni, per diverse tornate, quando, al giro 16, Didier Pironi, nel tentativo di passare Laffite, lo strinse contro il guardrail. Le gomme della Ligier ne vennero danneggiate, tanto che Laffite fu costretto a una sosta ai box. Quattro giri dopo Pironi mise sotto pressione anche Patrick Depailler, costringendolo a un testacoda, che lo fece piombare nelle retrovie. Al giro 22 il francese della Tyrrell si trovò in battaglia, per la terza posizione, con Niki Lauda e Alan Jones. Nella discesa del Mirabeau la sua vettura toccò quella dell'austriaco: la Tyrrell s'impennò sopra la Brabham, distruggendone la parte posteriore, e finendo contro il guardrail, a sua volta. Per queste manovre il pilota della Tyrrell fu criticato dai colleghi a fine gara. Jones conquistò così la terza posizione, seguito da Jochen Mass, Jean-Pierre Jarier e Carlos Reutemann.
Al trentatreesimo giro Jarier passò Mass e Regazzoni prese una posizione a Reutemann. Solo un giro e Jarier fu costretto ad abbandonare con una sospensione rotta.
Al giro 44 terminò la gara per Jones, che andò contro il guard-rail, anche lui a causa della rottura della sospensione. Mass perse diverse posizioni a causa di una sosta ai box e, al giro 54, anche Gilles Villeneuve fu costretto all'abbandono per un problema alla trasmissione. Fu vano il tentativo dei commissari di spingerlo nuovamente in pista, all'altezza della Rascasse. Ora la classifica vedeva Clay Regazzoni al secondo posto, seguito da Carlos Reutemann, Nelson Piquet, Watson e le due Ligier.
Al sessantottesimo giro Nelson Piquet ruppe l'albero di trasmissione mentre Depailler superò Watson ma, a sua volta, ruppe il motore. Scheckter controllò il ritorno del ticinese e vinse per la nona volta in carriera. Terzo fu Reutemann, poi Watson, quindi Depailler e Mass. Sei vetture vennero classificate, solo quattro a pieni giri. Clay Regazzoni tornò a podio dopo 43 gran premi, per la prima volta dal Gran Premio d'Italia 1976.

### Risultati
I risultati del gran premio furono i seguenti:
| Pos | No | Pilota                 | Costruttore        | Giri | Tempo/Ritiro            | Pos. Griglia | Punti |
| --- | -- | ---------------------- | ------------------ | ---- | ----------------------- | ------------ | ----- |
| 1   | 11 | Jody Scheckter         | Ferrari            | 76   | 1h55'22"48              | 1            | 9     |
| 2   | 28 | Clay Regazzoni         | Williams-Ford      | 76   | +0"44                   | 16           | 6     |
| 3   | 2  | Carlos Reutemann       | Lotus-Ford         | 76   | +8"57                   | 11           | 4     |
| 4   | 7  | John Watson            | McLaren-Ford       | 76   | +41"31                  | 14           | 3     |
| 5   | 25 | Patrick Depailler      | Ligier-Ford        | 75   | Motore                  | 3            | 2     |
| 6   | 30 | Jochen Mass            | Arrows-Ford        | 69   | +7 giri                 | 8            | 1     |
| 7   | 6  | Nelson Piquet          | Brabham-Alfa Romeo | 68   | Trasmissione            | 18           |       |
| 8   | 15 | Jean-Pierre Jabouille  | Renault            | 68   | +8 giri                 | 20           |       |
| Rit | 26 | Jacques Laffite        | Ligier-Ford        | 55   | Cambio                  | 5            |       |
| Rit | 12 | Gilles Villeneuve      | Ferrari            | 54   | Trasmissione            | 2            |       |
| Rit | 27 | Alan Jones             | Williams-Ford      | 43   | Incidente/Sterzo        | 9            |       |
| Rit | 4  | Jean-Pierre Jarier     | Tyrrell-Ford       | 34   | Sospensione             | 6            |       |
| Rit | 9  | Hans-Joachim Stuck     | ATS-Ford           | 30   | Ruota                   | 12           |       |
| Rit | 5  | Niki Lauda             | Brabham-Alfa Romeo | 21   | Collisione con D.Pironi | 4            |       |
| Rit | 3  | Didier Pironi          | Tyrrell -Ford      | 21   | Collisione con N.Lauda  | 7            |       |
| Rit | 1  | Mario Andretti         | Lotus-Ford         | 21   | Sospensione             | 13           |       |
| Rit | 14 | Emerson Fittipaldi     | Fittipaldi-Ford    | 17   | Motore                  | 17           |       |
| Rit | 16 | René Arnoux            | Renault            | 8    | Incidente               | 19           |       |
| Rit | 20 | James Hunt             | Wolf-Ford          | 4    | Trasmissione            | 10           |       |
| Rit | 29 | Riccardo Patrese       | Arrows-Ford        | 4    | Sospensione             | 15           |       |
| NQ  | 18 | Elio De Angelis        | Shadow-Ford        |      |                         |              |       |
| NQ  | 8  | Patrick Tambay         | McLaren-Ford       |      |                         |              |       |
| NQ  | 17 | Jan Lammers            | Shadow-Ford        |      |                         |              |       |
| NQ  | 22 | Derek Daly             | Ensign-Ford        |      |                         |              |       |
| NPQ | 24 | Gianfranco Brancatelli | Merzario-Ford      |      |                         |              |       |

## Classifiche

### Piloti
| Pos | Pilota             | Punti |
| --- | ------------------ | ----- |
| 1   | Jody Scheckter     | 30    |
| 2   | Jacques Laffite    | 24    |
| 3   | Gilles Villeneuve  | 20    |
| 4   | Patrick Depailler  | 20    |
| 5   | Carlos Reutemann   | 20    |
| 6   | Mario Andretti     | 12    |
| 7   | John Watson        | 8     |
| =   | Didier Pironi      | 8     |
| 9   | Jean-Pierre Jarier | 7     |
| 10  | Clay Regazzoni     | 6     |
| 11  | Alan Jones         | 4     |
| 12  | Riccardo Patrese   | 2     |
| 13  | Jochen Mass        | 1     |
| =   | Emerson Fittipaldi | 1     |
| =   | Niki Lauda         | 1     |

### Costruttori
| Pos | Costruttori              | Punti |
| --- | ------------------------ | ----- |
| 1   | Ferrari                  | 54    |
| 2   | Ligier-Ford Cosworth     | 46    |
| 3   | Lotus-Ford Cosworth      | 37    |
| 4   | Tyrrell-Ford Cosworth    | 15    |
| 5   | Williams-Ford Cosworth   | 10    |
| 6   | McLaren-Ford Cosworth    | 8     |
| 7   | Arrows-Ford Cosworth     | 3     |
| 8   | Fittipaldi-Ford Cosworth | 1     |
| =   | Brabham-Alfa Romeo       | 1     |